# Dullstroom
Dullstroom, znan tudi kot Emnothweni, je majhno mesto v provinci Mpumalanga v Južni Afriki. Mesto leži 35 kilometrov severno od Belfasta in približno 53 kilometrov jugozahodno od Lydenburga ob cesti R540.
Poleg Barkly Easta in Underberga je ena glavnih destinacij za muharjenje v Južni Afriki. Mesto ima najvišjo železniško postajo v Južni Afriki na 2077 metrih nadmorske višine, poleg tega je ob vznožju De Berga, najvišje točke v provinci na 2332 metrih. Lega Dullstrooma na planoti Highveld je razlog, da se njegovo podnebje tako razlikuje od okoliških območij.

## Zgodovina
Območje so sredi 19. stoletja zasedli Južni Ndebele pod vladavino kralja Mabhoka (ki so ga beli naseljenci imenovali Mapoch). Tako kot njegov sin Nyabêla je tudi Mabhoko uporabljal Mapochove jame kot skrivališče med spopadi z četami Južnoafriške republike (ZAR). Najbolj nasilni boji so potekali med letoma 1882 in 1883. Bližnja utrdba Mapoch in kip Nyabêle sta glavni znamenitosti Dullstrooma.
Dullstroom je nastal kot delo naselbinskega podjetja, ki ga je leta 1883 ustanovil njegov soimenjakin Nizozemec Wolterus Dull na povabilo državnega predsednika Južnoafriške republike Paula Krugerja, da bi naselili nizozemske priseljence. Dull, trgovec iz Amsterdama, je bil predsednik odbora, ki je nudil pomoč družinam, ki so utrpele izgube med prvo anglo-bursko vojno. Element stroom, »potok«, se nanaša na bližnjo reko Crocodile. Podjetje je kupilo kmetiji Groot Suikerboschkop in Elandslaagte kot jedro nastajajočega naselja, vključno s stanovanji za naseljence na prvi. Kruger je vas 9. oktobra 1893 v Dullovo čast razglasil za mesto.
Priseljevanje naseljencev se je nadaljevalo od leta 1884 do 1887. Do leta 1893 je število prebivalcev doseglo 48 ljudi v osmih hišah, ki so jih oskrbovali trije hlevi, deset ograd za živino ter majhno trgovsko podjetje in trgovina.
Medtem ko se je veliko moških pridružilo upornikom v drugi burski vojni, so bile ženske in otroci zaprti v britanskem koncentracijskem taborišču v Belfastu. Po bitki pri Bergendalu so se na tem območju nekaj časa nadaljevali gverilski boji. Med vojno je bilo mesto uničeno in večina naseljencev se je vrnila na Nizozemsko.
Po vojni sta ostali le dve stavbi, vendar so se nekateri prebivalci vrnili, da bi mesto obnovili. Cerkev je bila obnovljena leta 1905. Leta 1921 se je sestal prvi mestni svet. Potem ko je muharjenje, prvotno razvedrilo Nove Anglije, postalo priljubljeno med bogatimi prebivalci Johannesburga, so kupili posesti z jezovi za postrvi, ki se uporabljajo še danes.

## Podnebje
Zaradi visoke nadmorske višine (Dullstroom je najvišje ležeče mesto v Južni Afriki) ima Dullstroom subtropsko višavsko podnebje (Köppen: Cwb). Od oktobra do aprila v mestu pade precejšnja količina padavin (več kot v bližnjem Johannesburgu na zahodu), v nasprotju z zimo, kjer padavin primanjkuje.
Zaradi relativno hladnega in zmernega podnebja je Dullstroom edino mesto v Južni Afriki, kjer rastejo bukve in bresti, ki so jih prvotno posadili nizozemski kolonisti.

## Kultura
Letni festival piva Ducktober Beer Fest, ki ga je navdihnil bavarski Oktoberfest, je festival piva, hrane in glasbe, ki poteka v Dullstroomu in je najvišje ležeči festival piva v Južni Afriki, na 2100 m nadmorske višine. Festival organizira Proudly Dullstroom, otvoritveni dogodek pa je bil septembra 2017 v The Duck & Trout.
Zimski festival Dullstroom poteka vsako leto julija in združuje celotno skupnost. Privablja tudi ljudi z vse Južne Afrike. Glavna atrakcija je glasba lokalnih južnoafriških umetnikov. Festival gosti tudi otroško cono za mlade obiskovalce, stojnice s hrano, umetniške razstave in stojnice s kombinacijami viskija.
Festival umetnosti in kulture Dullstroom je vsakoletni dogodek, ki obiskovalcem ponuja raznoliko paleto dejavnosti. Cilj je predstaviti ustvarjalne talente kraja in njegove okolice. Eden od vidikov tega dogodka je zaznavanje narave v okolici. Tipične oblike izražanja vključujejo steklarstvo, participativne umetniške dejavnosti, tečaje ličenja, slikanje, mozaik, glasbo, kiparstvo, lončarstvo in izdelovanje perlic ter posebno kulinarično ponudbo. Med večdnevnim festivalom je celotno mesto prizorišče dogodkov.

## Znamenitosti
Zaradi nadmorske višine ima mesto hladno podnebje. Tukaj raste veliko bukev in brestov, ki so jih posadili nizozemski priseljenci.
Kraj je zaradi podnebja in naravnih razmer znan kot edina škotska postojanka v Afriki. Na voljo je tudi viski bar z zelo veliko izbiro. Lokalna trgovina z urami ima nacionalno priznano zbirko ur, ki si jo je mogoče ogledati.
Naravni rezervat Dullstroom je del občine. Na tem območju je več jezer, kjer živijo redke živalske vrste, kot so modri žerjav (Grus paradisea), sivi pavji žerjav in žerjav Grus carunculatus. Poleg tega je ribolov v odobrenih vodah zelo razširjen.
Dullstroom velja za eno najpomembnejših znamenitosti za ljubitelje muharjenja v Mpumalangi. Nekateri ribniki so rezervirani za registrirane skupine ribičev. Razvoj komercialnega in turističnega ribolova postrvi v okolici Dullstrooma je imel tudi ekološko škodljiv vpliv. Zaradi obsežne rabe vode so ogrožena naravna mokrišča in njihove ptice. Razmere na lokaciji naravovarstveniki ocenjujejo kot ogrožajoče.
Vzhodno od mesta, približno 65 kilometrov stran po cesti, je jez Kwena, ki je del reke Crocodile.